# 海玻璃

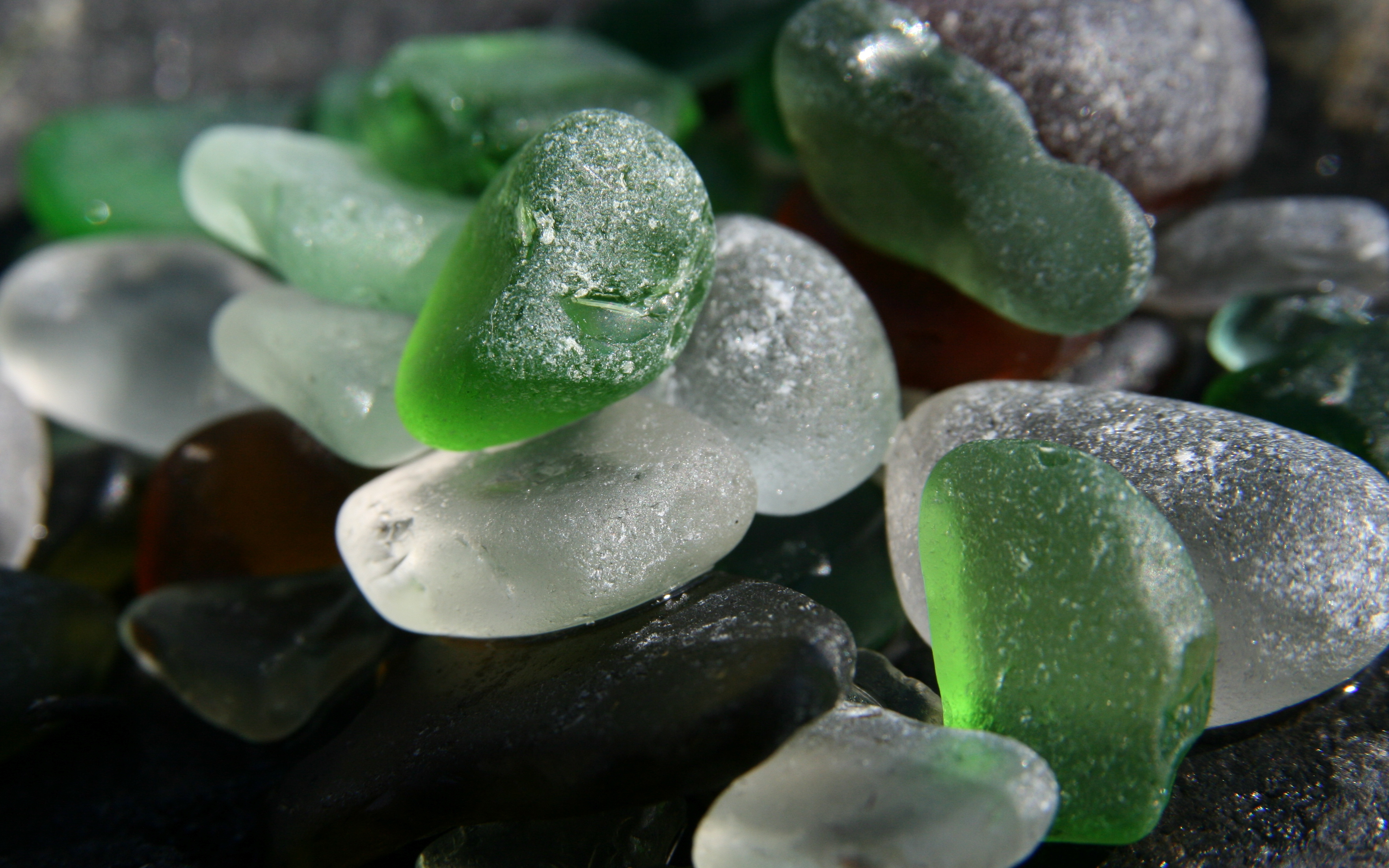
绿色和白色的海玻璃。

海玻璃是指经过自然界中的水、沙、波浪打磨后形成的光滑的玻璃残骸，通常在海洋、大河或大湖岸边可以找到。海玻璃的来源大多都是人类丢弃在水中的各种玻璃制品。有些海玻璃具有一定的收藏价值。许多人將收集海玻璃作为一种业余爱好，或者在珠宝上使用。
海玻璃的颜色是由它原始来源决定。最常见的颜色是绿色、棕色、白色和紫色。这些颜色来自装啤酒，果汁，饮料瓶子。白色或者透明玻璃来自眼镜、挡风玻璃、窗户和其他各种来源。

## 外部連結
- 北美海玻璃協會（North American Sea Glass Association） （页面存档备份，存于）